# 周立春
周 立春（しゅう りっしゅん、Zhou Lichun、1814年 - 1853年）は、清末の小刀会の反乱の指導者の一人。
江蘇省松江府青浦県出身。1852年に青浦知県余竜光が1850年の長江の水害で免除された税を追徴しようとしたために、青浦で抗糧運動が起こり、周立春が指導者となり、農民を率いて清軍を撃退した。さらに周立春は南翔鎮の羅漢党とともに上海小刀会の劉麗川と連絡を取り、1853年8月に嘉定県城を占領した。その後青浦に戻り、宝山・青浦県城を占領した。しかし清軍の反撃により、青浦を失い、続いて嘉定も陥落し周立春は捕らえられ処刑された。余党は娘の周秀英と羅漢党の徐耀に率いられ、上海の小刀会に合流した。